# Starachowice
Starachowice is een stad in de Poolse woiwodschap Heilig Kruis, gelegen in de powiat Starachowicki. De oppervlakte bedraagt 31,83 km², het inwonertal 53.761 (2005).

## Verkeer en vervoer
- Station Starachowice
- Station Starachowice Wschodnie

Stadsdistrict:
Kielce

Districten:
Busko-Zdrój · Jędrzejów · Kazimierza · Kielce · Końskie · Opatów · Ostrowiec · Pińczów · Sandomierz · Skarżysko · Starachowice · Staszów · Włoszczowa

Grootste steden:
Kielce · Końskie · Ostrowiec Świętokrzyski · Sandomierz · Skarżysko-Kamienna · Starachowice